# Batalla de Nicòpolis (1396)
La batalla de Nicòpolis fou un combat lliurat entre turcs i croats europeus prop de la ciutat de Nicòpolis el 25 de setembre de 1396.
Els otomans feien incursions al nord del Danubi, en territoris sota sobirania hongaresa. Europa estava exhausta: la Pesta Negra, la Guerra dels Cent Anys i el cisma que situava un Papa a Roma i un a Avinyó, l'havien deixat molt debilitada. No obstant els papes Bonifaci IX de Roma i Benet XIII d'Avinyó van estar d'acord en cridar a una croada contra els otomans. Un exèrcit franco-alemany es va aixecar dirigit per Joan de Nevers (fill del duc de Borgonya) que va marxar a l'est i se li van unir altres forces d'alemanys i alguns destacaments d'Anglaterra. A Buda se li va unir el rei Segimon d'Hongria amb 10.000 homes i altres cavallers van arribar de Valàquia, Polònia, Bohèmia, la corona catalana dels Aragó (Regnes d'Aragó, Transsilvània i altres) i d'alguns punts d'Itàlia. En total 16.000 homes, un notable exèrcit al seu temps si bé algunes cròniques parlen de cent mil.
Els croats van avançar pel Danubi i van ocupar la ciutat de Vidin i Rahova, arribant finalment a Nicòpolis que van assetjar. Una flota de Venècia i Gènova bloquejava la ciutat pel riu. El setge va durar 15 dies i Baiazet I va abandonar el setge de Constantinoble i amb un exèrcit similar (les cròniques parlen de 110.000 soldats) reunit a Adrianòpolis, es va dirigir al nord pel pas de Shipka, va baixar per la vall de l'Osma i va establir el seu campament en un turó al sud de la plana de Nicòpolis.
El 25 de setembre de 1396 els dos exèrcits es van enfrontar; els croats foren derrotats no pas per la seva lleugera inferioritat numèrica sinó per la seva inferioritat tàctica i la divisió entre els caps cristians. Segimon d'Hongria, que estava familiaritzat amb l'estil de lluita otomà, va instar els francesos a retenir-se mentre les seves tropes lleugeres carregaven les línies enemigues, moment en què atacaria la cavalleria pesant europea; tampoc volia que els seus aliats avancessin massa ràpidament del que era una posició defensiva sòlida; però els croats francesos i borgonyons, que desitjaven tenir l'honor de dirigir la primera càrrega, aïllats dels que consideraven inferiors per les seves habilitats de lluita, i contraposats implacablement a entrar en batalla als homes que consideraven camperols, es van negar a escoltar. El comte d'Eu (Felip d'Artois) va agafar una pancarta de la Santa Verge i va cridar als seus homes: "Endavant en nom de Déu i Sant Jordi, avui veureu un valent cavaller." Així va ser que el matí del 25 de setembre de 1396, van avançar. Durant un temps va semblar que la seva impetuositat havia tingut èxit, per als croats, havent creuat un barranc i enfilat el turó cap al seu enemic, es va dirigir endavant i van tallar la irregular cavalleria lleugera que els enfrontava. Al final van trencar les posicions enemigues, protegides per un bosc d'estaques de fusta esmolades, i van ser a punt de celebrar-se quan el desastre aparegué sobtadament. Els consells de Segimon havien estat sòlids. Ara, van descobrir amb horror la enorme força de cavalleria pesant de Bayazid I que els esperava sobre el turó. Els cavallers anaven a peu, després de desmuntar per assegurar les posicions otomanes. Pitjor, la força principal dels hongaresos es trobava massa enrere per donar suport immediat. Aquesta ineptitud tàctica, que dividia l'exèrcit croat en dues forces més febles, va ser un regal inesperat per a Baiazet. La cavalleria dels sipahi va atacar i els desorganitzats i desorientats cavallers francesos van ser destrossats. Quan l'Almirall de Vienne, reunint els seus croats sota la pancarta, va ser mort, els cavallers francesos es van rendir. Poc després van seguir els hongaresos. En retirada desesperada, Segimon va aconseguir trobar el seu camí de tornada al Danubi, on va pujar a una galera iveneciana es va dirigir a la seguretat de la mar Adriàtica, a la costa de Dalmàcia. "Hem perdut la batalla per l'orgull i la vanitat dels francesos", afirmava. Alguns nobles presoners foren alliberats a canvi de rescat de dos-cents mil florins d'or.
Esteve Lazarovitx de Sèrbia lluitava al costat dels otomans. Durant la batalla els caps de Valàquia, Mircea, i de Transsilvània, Laczkovič, que no tenien gens de simpatia per Segimon d'Hongria, es van retirar quan van veure la batalla perduda. Tot i la victòria, les baixes otomanes foren considerables. Després de la batalla els otomans van consolidar les seves posicions als Balcans i Valàquia se'ls va sotmetre. Tots els presoners majors de 20 anys foren executats (les estimacions varien entre 300 i 10.000). Pocs es van salvar entre ells els patge bavarès Johann Schiltberger que després va servir com esclau amb l'exèrcit otomà i en el timúrida, el qual va escriure unes memòries (on dona el numero de 10.000 executats).